# Staatsgarde

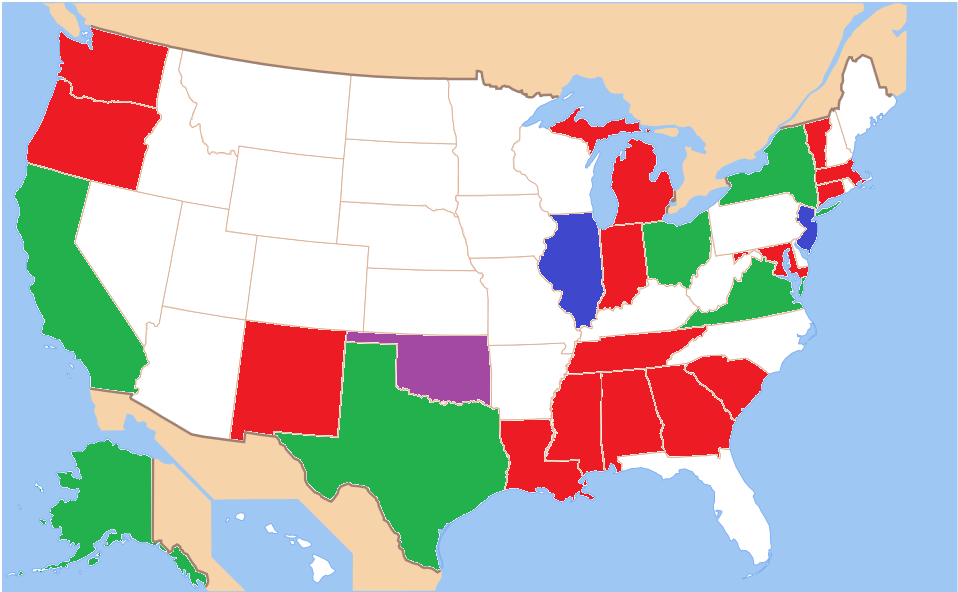
Staatsgarden der Bundesstaaten:
Heeres- und Marinekräfte
Nur Heer
Nur Marine
Staatsgarde inaktiv

In den Vereinigten Staaten von Amerika existieren neben den Streitkräften des Bundes (US Army, US Air Force, US Navy, US Marine Corps, United States Space Force und United States Coast Guard sowie deren Reserven) und der Nationalgarde, die sowohl dem jeweiligen Gouverneur des jeweiligen Bundesstaates als auch bei Bedarf dem Präsidenten unterstehen Staatsgarden unter den Bezeichnungen State Guards, State Military, State Defence Forces (SDF), State Militias oder auch State Military Reserves.
Das gesamte Personal der Nationalgarden – diese existieren in allen Bundesstaaten, in allen Territorien und dem Bundesbezirk D.C. außer Amerikanisch-Samoa und den Nördlichen Marianen – kann gemäß den Änderungen des National Defense Act von 1933 föderalisiert, d. h. unter die Befehlsgewalt des Bundes gestellt werden. Die Staatsgarden unterscheiden sich von diesen darin, dass sie nicht unter den Befehl des Bundes gestellt werden können und die Bundesstaaten nicht verpflichtet sind, Staatsgarden einzurichten. Daher unterhalten derzeit nur 22 Bundesstaaten und das Territorium Puerto Rico solche Militäreinheiten. Diese Staatsgarden werden von den Gouverneuren zur Aufrechterhaltung der öffentlichen Ordnung oder zur Verteidigung eingesetzt, weshalb viele Staatsgarden während des Zweiten Weltkriegs aus Angst vor einer japanischen Invasion aufgestellt wurden. Nahezu jeder Bundesstaat verfügt über Staatsgesetze, die staatliche Verteidigungskräfte genehmigen, jedoch nicht alle haben diese Streitkräfte eingerichtet. Die existierenden Staatsgarden weisen unterschiedliche Aktivitäts-, Unterstützungs- und Stärkegrade auf, im Allgemeinen sind sie bei Katastrophenschutz- und Heimatschutzmissionen aktiv. Die meisten SDFs sind als Heereseinheiten organisiert, aber es gibt auch Luftwaffen- und Marineeinheiten.

## Geschichtliche Entwicklung der Staatsgarden

### Anfänge als organisierte und unorganisierte Milizen
Von der Gründung der Vereinigten Staaten bis zum Beginn des 20. Jahrhunderts wurden Bundesstreitkräfte nur in einem Mindestmaß unterhalten, der Großteil der US-Streitmacht wurde im Bedarfsfall durch bundesstaatliche Milizen gedeckt, wobei die Ausbildung und Bereitschaft solche aufzustellen stark schwankte. Nach dem Spanisch-Amerikanischen Krieg wurde der US-Kongress aufgefordert, die Ausbildung und Qualifikation der staatlichen Milizen zu reformieren und zu regulieren. 1903 wurde mit der Verabschiedung des Milizgesetzes der Vorgänger der heutigen Nationalgarde gebildet. Die Staaten mussten ihre Milizen in zwei Sektionen aufteilen. Im Gesetz wurde die Bezeichnung „Nationalgarde“ für sogenannte organisierte Milizen festgelegt und „Reservemiliz“ für die übrigen, was sich bis heute zum Teil in den offiziellen Bezeichnungen wiederfindet.
Im Laufe des Ersten Weltkrieges ermächtigte der Kongress die Bundesstaaten zur Aufstellung von Heimatgarden (Home Guards) zur Aufrechterhaltung der inneren Sicherheit. Der Kriegsminister wurde ermächtigt, diese Einheiten der Heimwache mit Gewehren, Munition und Vorräten auszustatten.
Im Jahr 1933 wurde durch einen Beschluss des Kongresses die Spaltung zwischen der Nationalgarde und den traditionellen bundesstaatlichen Milizen vollendet, womit alle von der Bundesregierung finanzierten Soldaten eine doppelte Funktion erhalten und sowohl den Bundesstaaten, als auch als Bundestruppen der Vereinigten Staaten als Reserve dienen. Mit Beginn des Zweiten Weltkriegs änderte der Kongress 1940 den „National Defense Act“ von 1916 und ermächtigte die Staaten, „andere Streitkräfte als die Nationalgarde“ zu unterhalten.

### Die Staatsgarden zur Zeit des Kalten Krieges
Mit dem Ausbruch des Koreakrieges im Jahr 1950 erhielten die Staatsgarden auf Kosten des Bundes die finanziellen Mittel zur militärischen Ausbildung sowie „Waffen, Munition, Kleidung und Ausrüstung“, die als notwendig erachtet wurden.
Im Jahr 1956 überarbeitete der Kongress die Gesetze und genehmigte „State Defense Forces“ dauerhaft, zwei Jahre später änderte der Kongress das Gesetz und änderte den Namen von „State Defence Forces“ in "Defence Forces". Dennoch entwickelten viele Bundesstaaten ihre Staats-Verteidigungskräfte erst zur Zeit der Regierung von US-Präsident Ronald Reagan zu aktiven Streitkräften.
In den späten 1980er Jahren lösten mehrere Bundesstaaten ihre Streitkräfte auf oder reduzierten die Personalstärke und Aufgabenbereiche. So entließ im Jahr 1987 der Gouverneur von Utah bis auf einunddreißig Offiziere alle weiteren, da eine Untersuchung ergab, dass die Utah State Guard „mit Neonazis, Straftätern und Geisteskranken übersät“ war. Mit dem Ende des Kalten Krieges ging das Interesse an den Bundesstaatlichen Verteidigungskräften allgemein zurück.

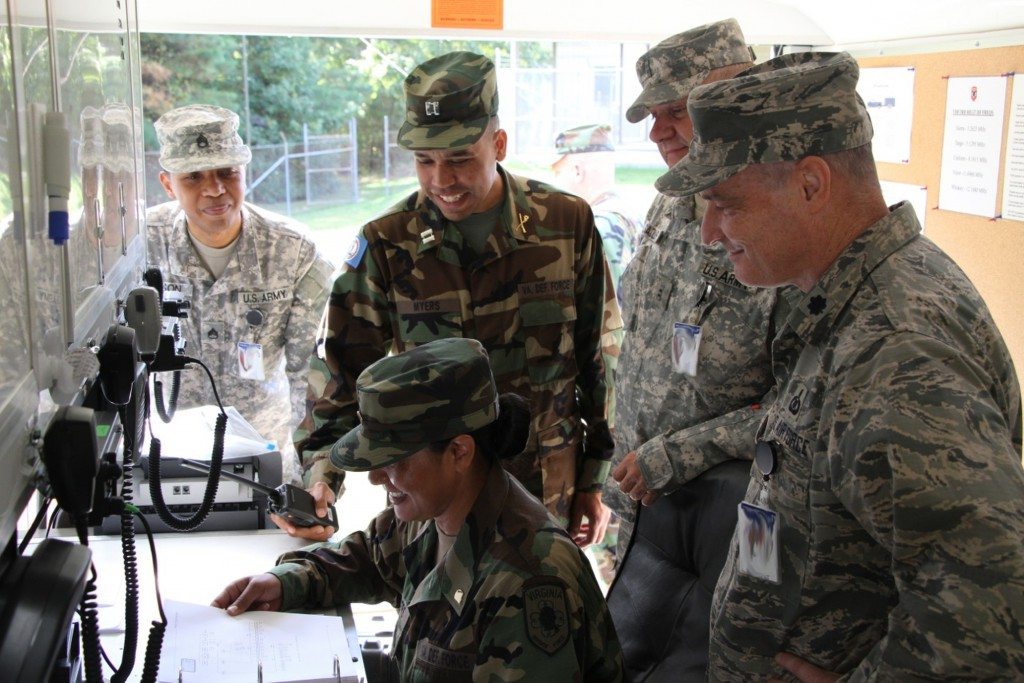
Gemeinsame Übung der Virginia Defense Force und der Virginia Air National Guard erkennbar an den unterschiedlichen Uniformen

### Die Staatsgarden nach dem 11. September 2001

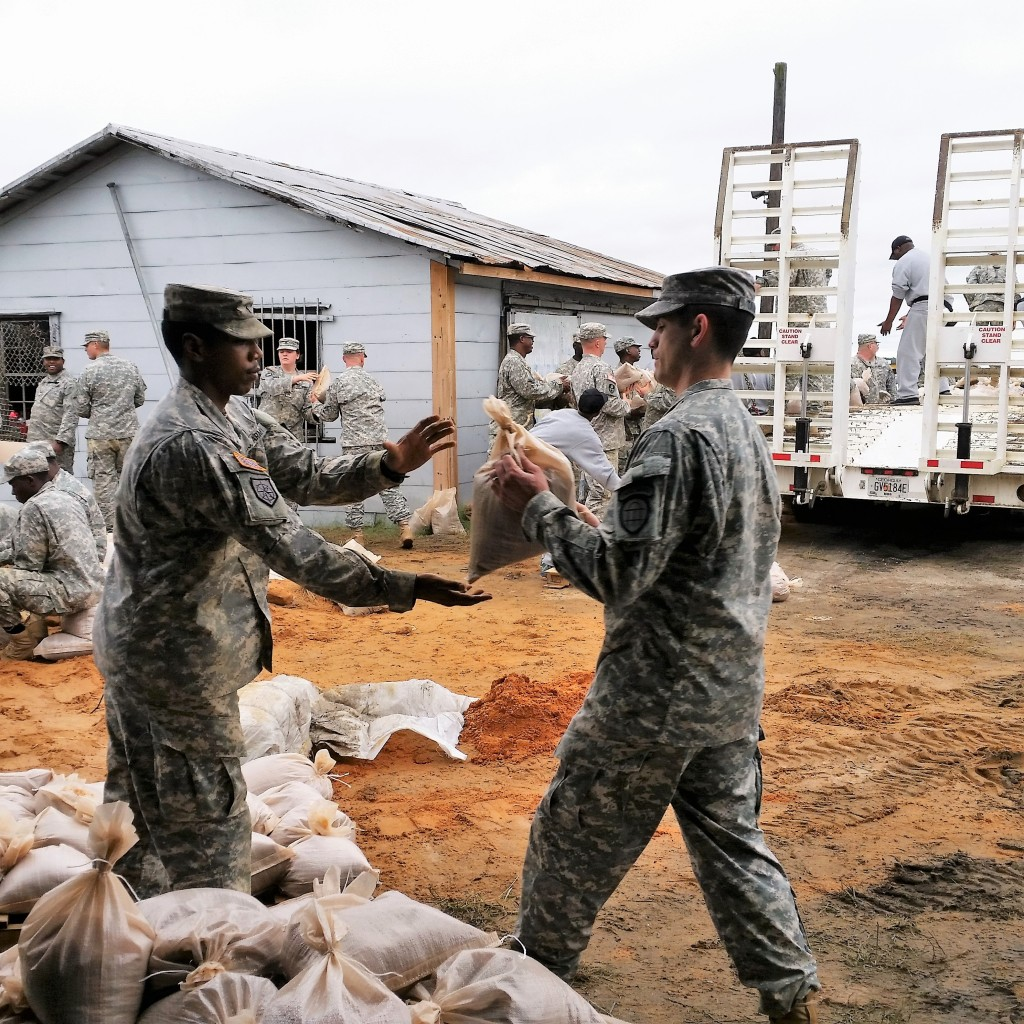
Ein Soldat der Georgia State Defense Force übergibt einen Sandsack an einen Soldaten der Georgia Army National Guard.

Die Anschläge vom 11. September 2001 brachten die Aufmerksamkeit wieder auf die Staatsgarden zurück, da diese schnell abrufbar und vor Ort sind. Bei Politikern und US-Militärangehörigen wurde jedoch die Qualifikation und die Ausbildung der Staatssoldaten in Frage gestellt. Es wurde angeführt, dass sich für die Staatsgarden „Möchtegern-Soldaten“ melden, die für die regulären Streitkräfte nicht qualifiziert sind. So entwaffnete zum Beispiel der Bundesstaat Alaska im Jahr 2008 seine bundesstaatlichen Verteidigungskräfte, nachdem eine Untersuchung ergab, dass mangelnde Ausbildung eine potenzielle rechtliche Haftung für den Staat darstellen. Bis 2010 wurde der Status der Truppe noch weiter herabgestuft, und der Generaladjutant der Alaska National Guard informierte die Freiwilligen darüber, dass sie nur als allerletzte Reserve („Reserve of Last Resort“) eingesetzt werden würden. Dieser Zustand änderte sich erst 2016 als Gouverneur Bill Walker 2016 die Alaska State Defense Force reformieren ließ, indem er die Ausbildungsstandards verbessern ließ.

### Aktuelle Situation und Pläne für die zukünftige Ausrichtung
In den letzten Jahren konzentrierten sich die bundesstaatlichen Streitkräfte auf die Neuausrichtung ihrer Fähigkeiten, um besser auf künftige Einsätze vorbereitet zu sein, indem sie ihre Professionalität und Interoperabilität mit anderen Behörden und dem US-Militär verbesserten. Es geht die Entwicklung in Richtung der Einrichtung professioneller Führungsebenen zur Unterstützung der Nationalgarden, insbesondere im medizinischen Bereich und zur Unterstützung der Zivilbehörden, während einer Krisensituation. Aufgrund der vielen Auslandseinsätze der Nationalgarden sollen die Staatsgarden in diesem Fall auch Aufgaben übernehmen können.
Mehrere Bundesstaaten haben begonnen ihre Verteidigungskräfte auf größere Notfälle vorzubereiten, bei denen möglicherweise mehrere Staaten die Hilfsmaßnahmen koordinieren müssen. Im Juli 2015 leitete die Virginia Defense Force eine Kommunikationsübung für mehrere Bundesstaaten, die erste ihrer Art, bei welcher die Fernfunkkommunikation mit der Tennessee State Guard, der Indiana Guard Reserve, der Texas State Guard und dem California State Guard. Die Vereinheitlichung der Ausbildung der Staatsgarden wurde von der State Guard Association übernommen.
Im März 2017 aktivierte Kalifornien die maritimen Streitkräfte, die California State Guard Naval Militia
Seit Mai 2017 wird die Maryland Defense Force (MDDF) neu organisiert. Die Anzahl der verfügbaren Offiziersposten wurde verringert und die Stellenbeschreibungen neu geordnet, um eine überlastete Organisationsstruktur zu vermeiden. Neue Einheiten, einschließlich der Support-Einheit der Maryland Emergency Management Agency (MEMA), wurden genehmigt, und andere, wie die MDDF Cyber Unit, haben Erweiterungen geplant. Die Trainingsstandards wurden ebenfalls erhöht, darüber hinaus müssen alle neuen Soldaten derzeit ihr militärisches Notfallmanagement-Spezialistenkennzeichen erwerben. Diese Änderungen wurden mit dem Ziel vorgenommen, dass die zukünftige MDDF „nahtlos in Missionen mit der Nationalgarde integriert werden kann“.

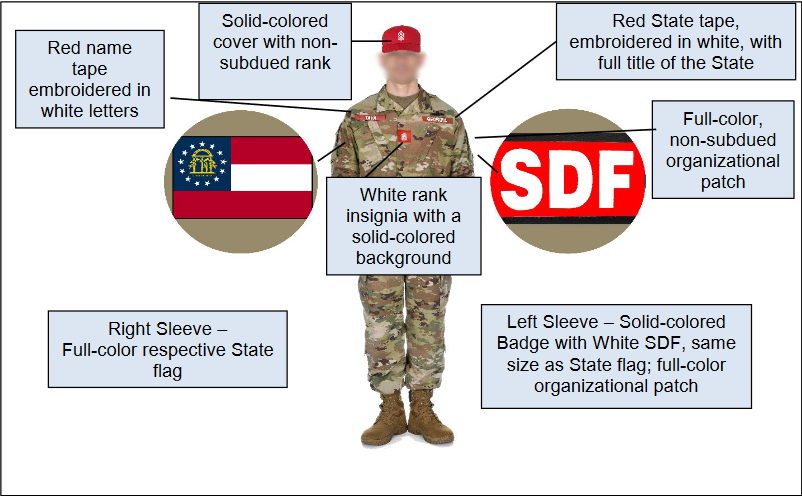
Grafik zu den neuen Uniformvorschriften seit März 2024

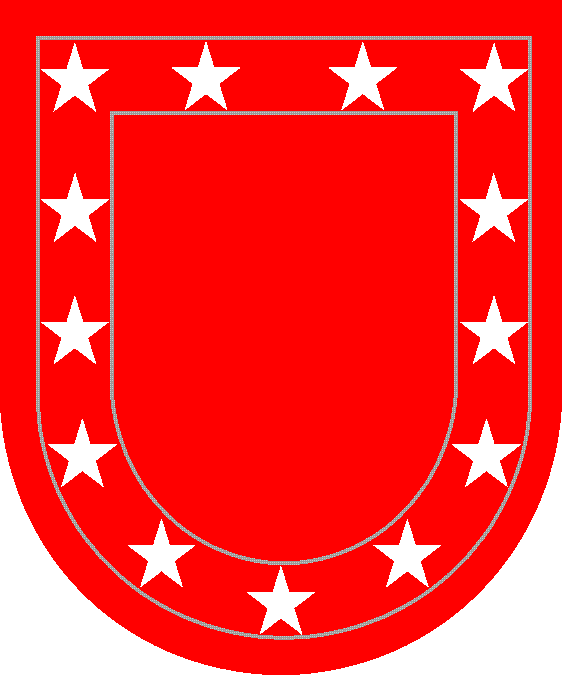
Der SDF beret flash wird von vielen Staatsgarden als Barett-Abzeichen verwendet

## Uniformen

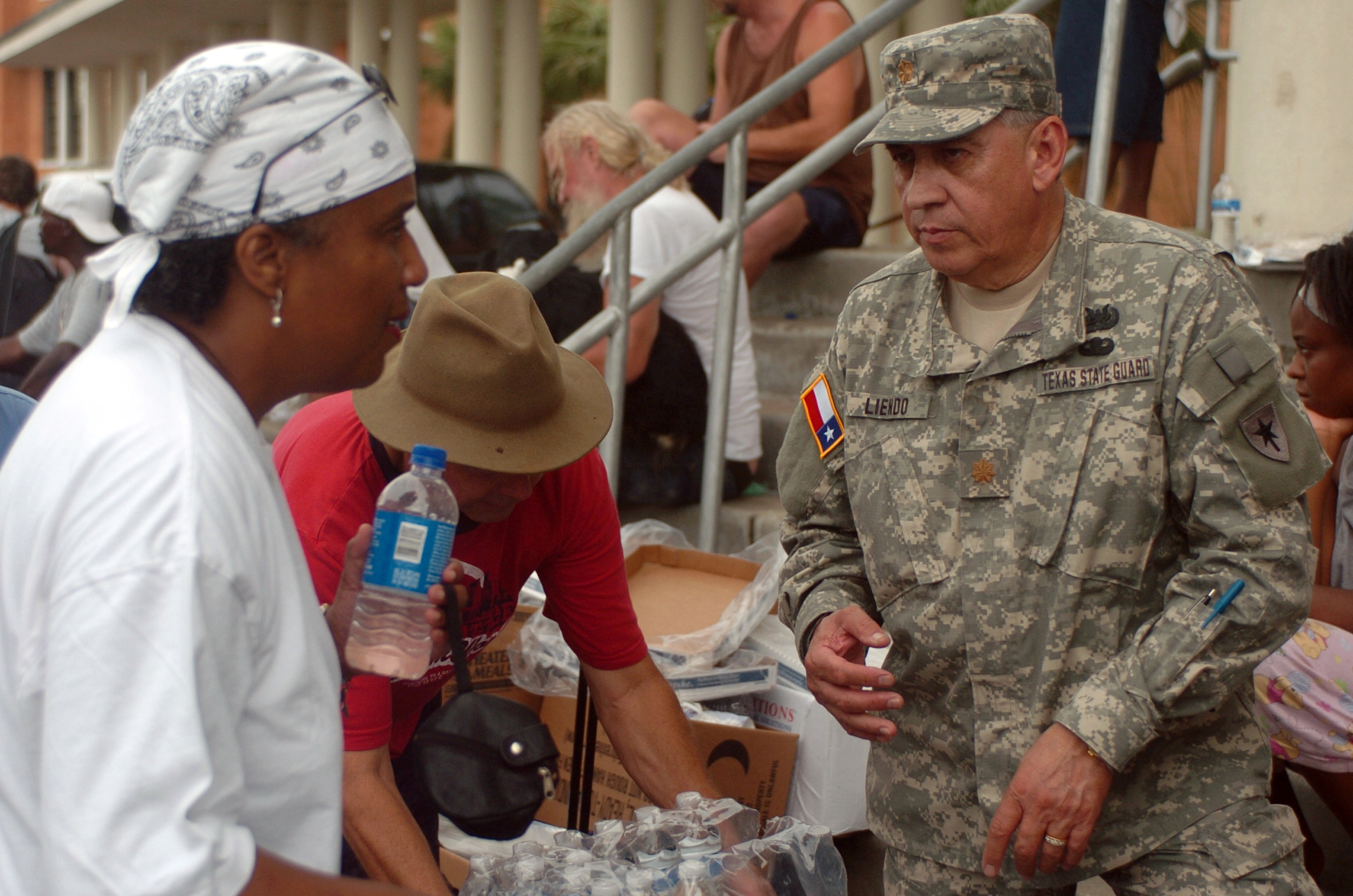
Ein Militärarzt der Texas State Guard Medical Brigade in Galveston, Texas

In der Regel tragen die Soldaten der Staatsgarden die Militäruniformtypen einer Teilstreitkraft des US-Militärs und grundsätzlich rote Namensschilder auf den Dienstuniformen. Anstatt der Bezeichnung „US Army“, „US Air Force“ oder „US Navy“ ist der Name des Bundesstaates oder die offizielle Bezeichnung der Staatsgarde angeführt. Daneben werden Standard-Abzeichen des US-Militärs verwendet oder auch eigene Abzeichen, wie der SDF (Self Defense Force) Beret Flash, der dem der US-Armee ähnelt, jedoch in leuchtendem Rot anstelle des blauen Farbtons der Armee. Andere Bundesstaaten haben Mützenabzeichen, die auf den Farben der jeweiligen Staatsflagge basieren. Die Staatssoldaten der New York Guards trugen früher graue Barettabzeichen, jedoch wurde die Kopfbedeckung auf eine schwarze Patrouillenmütze umgestellt.
Dennoch sind die Uniformen von Staat zu Staat unterschiedlich und weisen geringfügige Unterschiede auf. Zum Beispiel trägt die Texas State Guard die Standard-Tarnuniform der US-Armee mit einem Aufnäher der jeweiligen State Guard-Einheit, wobei die Bezeichnung „US Army“ durch den Schriftzug „Texas State Guard“ ersetzt wurde. In ähnlicher Weise trägt die California State Military Reserve die Uniform der Nationalgarde identisch, jedoch mit eigenen Einheitenabzeichen und dem Namensband „California“.
Die wenigen Staaten mit bundesstaatseigenen Luft- und Marineeinheiten tragen modifizierte US-Air-Force- und US-Navy- bzw. auch US-Marine-Corps-Uniformen. Derzeit gibt es nur in Texas, Ohio, Alaska und New York solche Marinemilizen. Staats-Luftstreitkräfte existieren nur in Texas, Kalifornien, Vermont und Puerto Rico.
Im März 2024 erließ der Stabschef des Amtes der Nationalgarden (für Chief of the National Guard Bureau / CNGBI) eine neue Uniformtrageverordnung für Staatsgarden, welche die reguläre Army Combat Uniform der Teilstreitkraft US Army tragen. Grundsätzlich haben Anordnungen der U.S. Bundesregierung auf Angelegenheiten der Staatsgarden keinen Einfluss. Die Durchsetzung dieser neuen Anforderungen gegenüber den Staatsgarden ihres Staates liegt in der Verantwortung der Generaladjutanten (für The Adjutant General /TAG) des jeweiligen Bundesstaates, des jeweiligen Territoriums bzw. Außengebietes sowie des Hauptstadtdistriktes Washington, D.C. Die Generaladjutanten werden von den jeweiligen Bundesstaaten ernannt und haben die Befehlsgewalt über die Nationalgarden, die Staatsgarden und je nach bundesstaatlicher Regelung gegebenenfalls die Federal Emergency Management Agency / FEMA (für Bundesagentur für Katastrophenschutz). Die Anweisung wurde größtenteils von einigen Staaten, einschließlich des Verbandes der Staatsgarden (State Guard Association of the United States) als Versuch angesehen, die Legitimität der Staatsgarden zu diskreditieren. Gegner der neuen Uniformtrageverordnung meinen, dass dies zu Verwirrung unter der Zivilbevölkerung führen würde. Befürworter argumentierten, dass somit sichergestellt wird, dass es zu keinen Verwechslungen zwischen der Staatsgarde und der Nationalgarde käme. 
Zu den geänderten Vorschriften gehören: 
- Namensbänder mit durchgehend rotem Hintergrund und weißer Beschriftung
- durchgehend roter Hintergrund bei den Rangabzeichen und weiße Ranglisten für Ranglisten, durchgehend rote Umschläge mit weißen Ranglisten,
- Staatsflaggen in Farbe und nicht in getarnter Ausführung
- Truppenabzeichen in Farbe und nicht in getarnter Ausführung
- ein Abzeichen auf der linken Schulter mit der Aufschrift „SDF“ für State Defence Force in weißer Schrift auf einfarbig rotem Hintergrund

Geändert wurde auch, dass erworbene Qualifikationsabzeichen der Bundesstreitkräfte US Army, US Navy, US Marines, US Air Force und US Space Force auf den Staatsgarde-Dienstuniformen nicht mehr getragen werden dürfen. Nicht militärische Bundesauszeichnungen sind weiterhin zulässig.

## Auflistung der Staatsgarden
Überblick über ehemalige und aktive Staatsgarden und die Gliederung in Teilstreitkräfte, wie Land-, See- und Luftstreitkräfte:

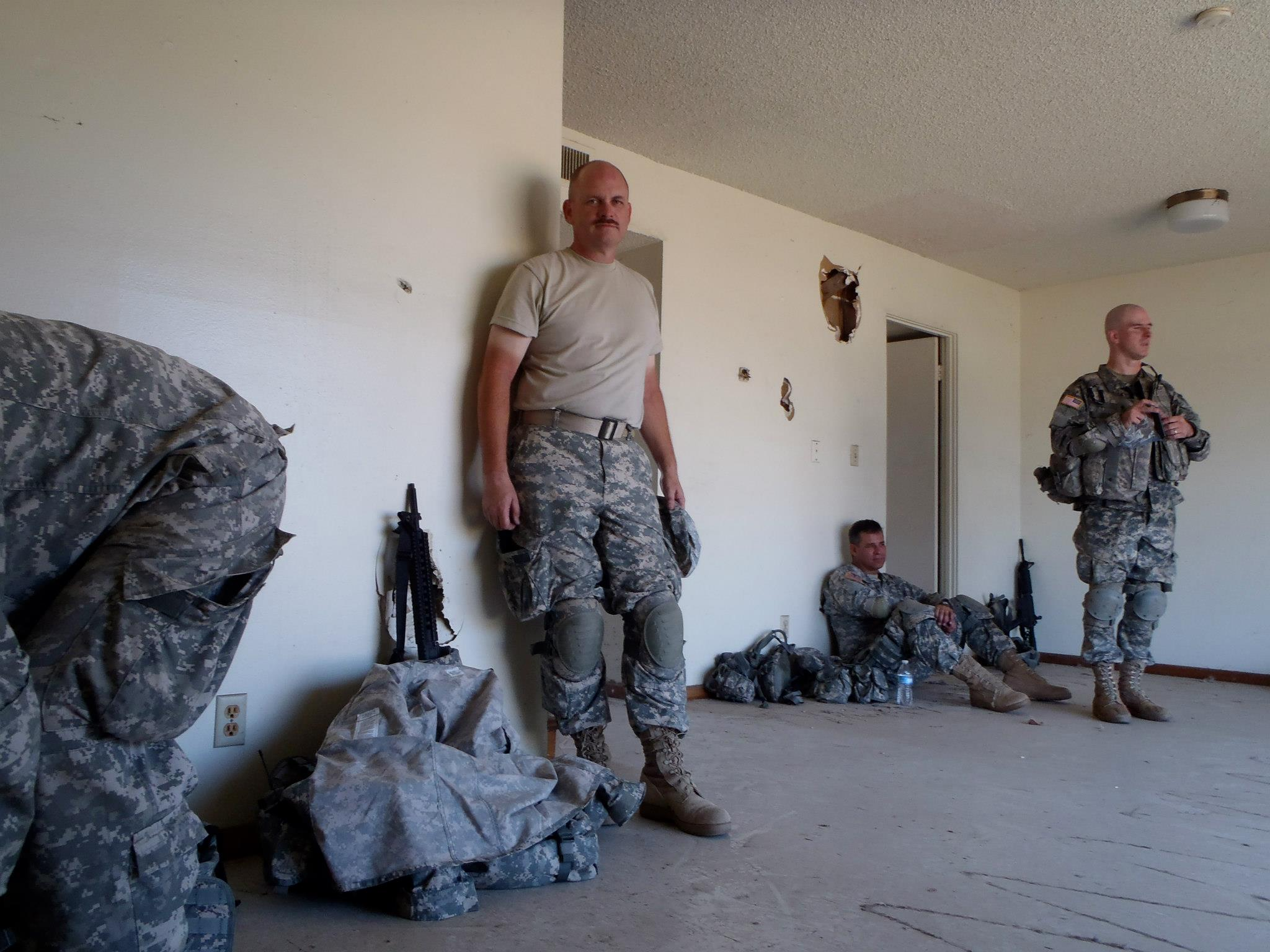
California State Guard Soldaten bei der jährlichen Übung

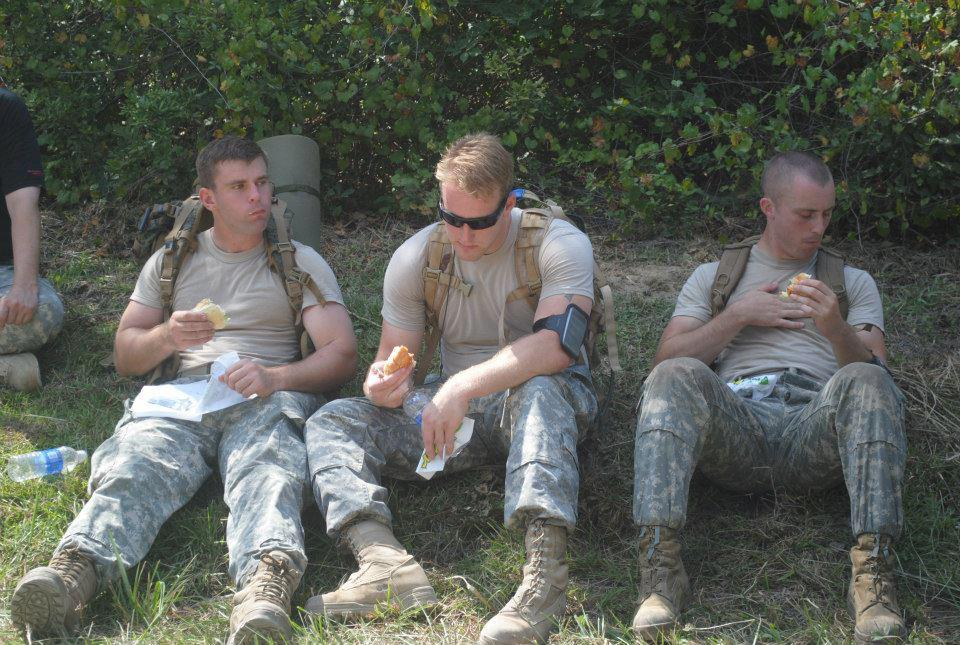
Soldaten der South Carolina State Guard während eines Trainings

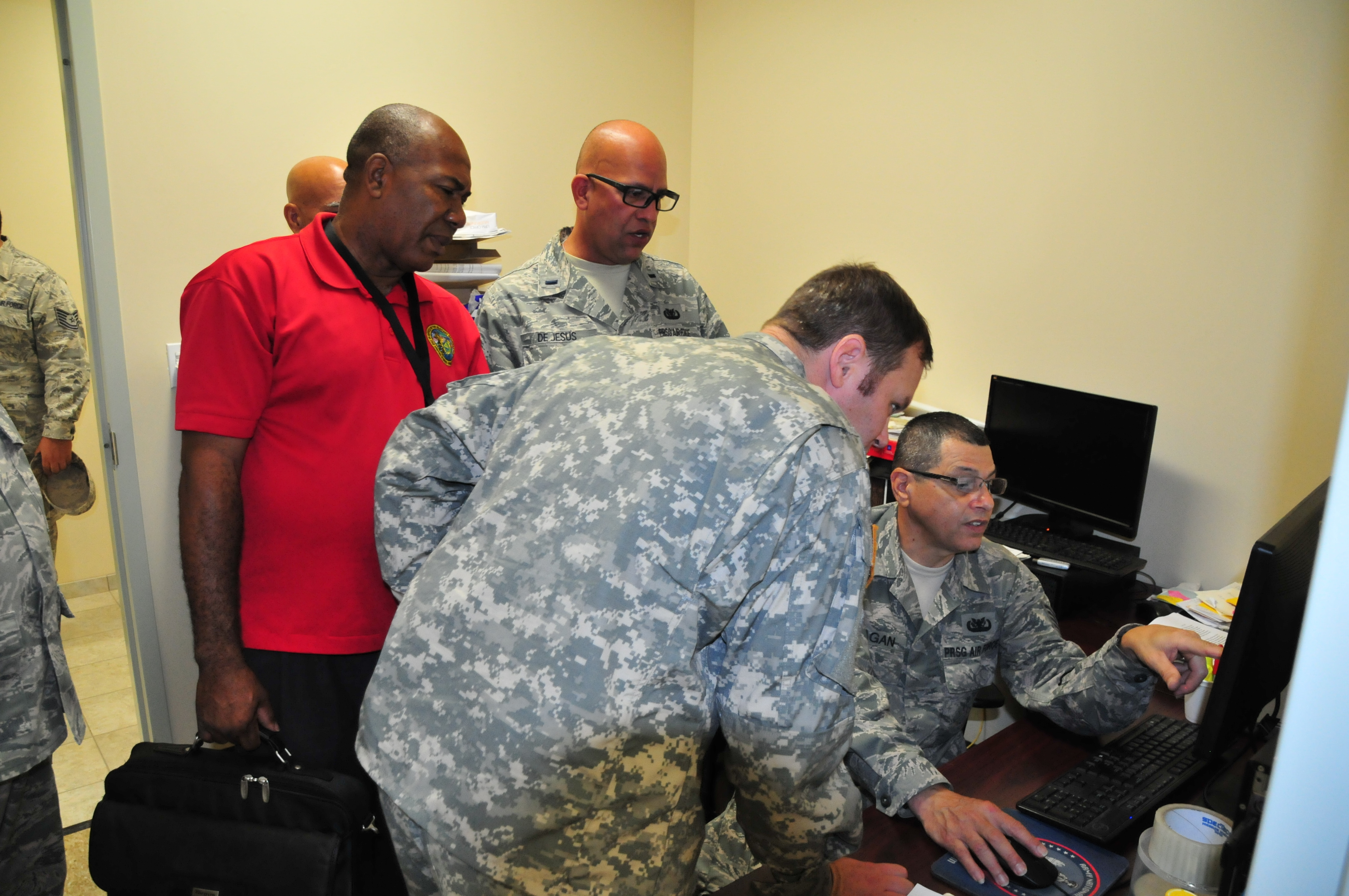
Soldaten der Puerto Rico State Guard (PRSG) bei einer Übung

| Bundesstaat, Territorium oder Bundesdistrikt | Status                                                 | Bezeichnung der Landstreitkräfte, ehemalige Bezeichnungen nicht aktiver Einheiten | Bezeichnung der Marinekräfte ehemalige Bezeichnungen nicht aktiver Einheiten | Luftstreitkräfte | Regelmäßige militärische Übungen |
| -------------------------------------------- | ------------------------------------------------------ | --------------------------------------------------------------------------------- | ---------------------------------------------------------------------------- | ---------------- | -------------------------------- |
| Alabama                                      | Nicht aktiv                                            | Alabama State Defense Force                                                       |                                                                              |                  | derzeit ausgesetzt               |
| Alaska                                       | Aktiv                                                  | Alaska State Defense Force                                                        | Alaska Naval Militia                                                         |                  | Ja                               |
| Arizona                                      | keine Garde aufgestellt                                |                                                                                   |                                                                              |                  |                                  |
| Arkansas                                     | Nicht aktiv                                            | Arkansas State Guard                                                              |                                                                              |                  |                                  |
| Colorado                                     | keine Garde aufgestellt                                | Colorado State Defense Force                                                      |                                                                              |                  |                                  |
| Connecticut                                  | State Militia: Aktiv, Naval Militia: nicht aktiv       | Connecticut State Militia                                                         | Connecticut Naval Militia                                                    |                  | Ja                               |
| Delaware                                     | Nicht aktiv                                            | Delaware State Guard                                                              |                                                                              |                  |                                  |
| Florida                                      | Nicht aktiv                                            | Florida State Guard                                                               | Florida Naval Militia                                                        |                  |                                  |
| Georgia                                      | State Defense Force: Aktiv, Naval Militia: nicht aktiv | Georgia State Defense Force                                                       | Georgia Naval Militia                                                        |                  | Ja                               |
| Hawaii                                       | Nicht aktiv                                            | Hawaii Territorial Guard                                                          |                                                                              |                  |                                  |
| Idaho                                        | Nicht aktiv                                            | Idaho State Guard                                                                 |                                                                              |                  |                                  |
| Illinois                                     | Nicht aktiv                                            | Illinois Reserve Militia                                                          | Illinois Naval Militia                                                       |                  | ?                                |
| Indiana                                      | Guard Reserve: Aktiv, Naval Militia: nicht aktiv       | Indiana Guard Reserve                                                             | Indiana Naval Militia                                                        |                  | Ja                               |
| Iowa                                         | Nicht aktiv                                            | Iowa State Guard                                                                  |                                                                              |                  |                                  |
| Kalifornien                                  | Aktiv                                                  | California State Guard                                                            | California State Guard Naval Militia                                         |                  |                                  |
| Kansas                                       | Nicht aktiv                                            | Kansas State Guard                                                                |                                                                              |                  |                                  |
| Kentucky                                     | Nicht aktiv                                            | Kentucky Active Militia                                                           |                                                                              |                  |                                  |
| Louisiana                                    | Aktiv                                                  | Louisiana State Guard                                                             |                                                                              |                  | ?                                |
| Maine                                        | Nicht aktiv                                            | Maine State Guard                                                                 |                                                                              |                  |                                  |
| Maryland                                     | Aktiv                                                  | Maryland Defense Force                                                            |                                                                              |                  | Nein                             |
| Massachusetts                                | Aktiv                                                  | Massachusetts State Defense Force                                                 |                                                                              |                  | Nein                             |
| Michigan                                     | Aktiv                                                  | Michigan Volunteer Defense Force                                                  |                                                                              |                  | ?                                |
| Minnesota                                    | Nicht aktiv                                            | Minnesota State Guard                                                             |                                                                              |                  |                                  |
| Mississippi                                  | Aktiv                                                  | Mississippi State Guard                                                           |                                                                              |                  | ?                                |
| Missouri                                     | Aktiv                                                  | Missouri State Defense Force                                                      |                                                                              |                  |                                  |
| Montana                                      | keine Garde aufgestellt                                |                                                                                   |                                                                              |                  |                                  |
| Nebraska                                     | Nicht aktiv                                            | Nebraska State Guard                                                              |                                                                              |                  |                                  |
| Nevada                                       | keine Garde aufgestellt                                |                                                                                   |                                                                              |                  | ?                                |
| New Hampshire                                | Nicht aktiv                                            | New Hampshire State Guard                                                         |                                                                              |                  |                                  |
| New Jersey                                   | Nicht aktiv                                            | New Jersey State Guard                                                            | New Jersey Naval Militia                                                     |                  |                                  |
| New Mexico                                   | Aktiv                                                  | New Mexico State Defense Force                                                    |                                                                              |                  | ?                                |
| New York                                     | Aktiv                                                  | New York Guard                                                                    | New York Naval Militia                                                       |                  | NYG: Ja; NYNM: ?                 |
| North Carolina                               | Nicht aktiv                                            | North Carolina State Defense Militia                                              |                                                                              |                  |                                  |
| North Dakota                                 | keine Garde aufgestellt                                |                                                                                   |                                                                              |                  |                                  |
| Ohio                                         | Aktiv                                                  | Ohio Military Reserve                                                             | Ohio Naval Militia                                                           |                  | Nein                             |
| Oklahoma                                     | Nicht aktiv                                            | Oklahoma State Guard                                                              |                                                                              |                  | ?                                |
| Oregon                                       | Nicht aktiv                                            | Oregon State Defense Force                                                        |                                                                              |                  | ?                                |
| Pennsylvania                                 | Nicht aktiv                                            | Pennsylvania State Guard                                                          |                                                                              |                  |                                  |
| Puerto Rico (Territorium, kein Bundesstaat)  | Aktiv                                                  | Puerto Rico State Guard                                                           |                                                                              | Ja               | Ja                               |
| Rhode Island                                 | Nicht aktiv                                            | Rhode Island State Guard                                                          |                                                                              |                  |                                  |
| South Carolina                               | Aktiv                                                  | South Carolina State Guard                                                        | South Carolina Naval Militia                                                 |                  | Ja                               |
| South Dakota                                 | Nicht aktiv                                            | South Dakota State Guard                                                          |                                                                              |                  |                                  |
| Tennessee                                    | Aktiv                                                  | Tennessee State Guard                                                             |                                                                              |                  | ?                                |
| Texas                                        | Aktiv                                                  | Texas State Guard                                                                 | Texas State Guard Maritime Regiment                                          | Ja               | Nein                             |
| Utah                                         | Nicht aktiv                                            | Utah State Defense Force                                                          |                                                                              |                  |                                  |
| Vermont                                      | Aktiv                                                  | Vermont State Guard                                                               |                                                                              | Ja               | nur Schießübungen                |
| Virginia                                     | Aktiv                                                  | Virginia Defense Force                                                            |                                                                              | Nicht aktiv      | Nein                             |
| Washington, D.C. (Bundesdistrikt)            | keine Garde aufgestellt                                |                                                                                   |                                                                              |                  |                                  |
| Washington (Bundesstaat)                     | Aktiv                                                  | Washington State Guard                                                            |                                                                              |                  | Nein                             |
| West Virginia                                | keine Garde aufgestellt                                |                                                                                   |                                                                              |                  |                                  |
| Wisconsin                                    | Nicht aktiv                                            | Wisconsin State Defense Force                                                     | Wisconsin Naval Militia                                                      |                  |                                  |
| Wyoming                                      | keine Garde aufgestellt                                |                                                                                   |                                                                              |                  |                                  |